# Журавка (притока Локні)
Журавка — річка в Україні, у Шосткинському районі Сумської області. Ліва притока Локні (басейн Дніпра).

## Опис
Довжина річки приблизно 3,2 км.

## Розташування
Бере початок у селі Бачівськ. Тече переважно на південний захід і на південному заході від Товстодубового впадає у річку Локню, праву притоку Клевені. 
Поруч з річкою проходить автомобільна дорога E101E391М02